# Rolampont
Rolampont település Franciaországban, Haute-Marne megyében. Lakosainak száma 1364 fő (2022. január 1.). Rolampont Beauchemin, Changey, Chanoy, Charmes, Dampierre, Faverolles, Humes-Jorquenay, Thivet, Vesaignes-sur-Marne és Vitry-lès-Nogent községekkel határos.

## Népesség
A település népessége az elmúlt években az alábbi módon változott:
| Lakosok száma | 1246 | 1744 | 1517 | 1618 | 1546 | 1522 | 1478 | 1413 | 1398 | 1364 |
|               | 1968 | 1982 | 1990 | 2006 | 2013 | 2015 | 2017 | 2019 | 2020 | 2022 |